# Балерина (фильм, 1993)
«Балери́на» — художественный фильм для детей и о детях. Фильм для семейного просмотра.

## Сюжет
Папа Лены танцует в балетном театре, а мама преподает танцы в клубе, так как после рождения Лены вернуться на сцену она уже не смогла. Папа с мамой разошлись, и Лена тяжело это переживает. Она очень хочет, чтобы родители любили друг друга и снова были вместе. Помогает ей в этом Щелкунчик, любимый герой любимого балета, в котором и она мечтает танцевать, когда вырастет большой и станет балериной.

## В ролях
- Настя Меськова — Лена, маленькая балерина
- Юрий Васильев — Виктор, папа Лены
- Ольга Кабо — Наташа, мама Лены
- Антон Бизеев — Лёва
- Андрей Давыдов — Иштван, венгр
- Сергей Зарубин — Мышиный король
- Виктор Уральский — почтальон

## Съёмочная группа
- Автор сценария: Александр Згуриди
- Режиссёр: Александр Згуриди, Нана Клдиашвили
- Оператор: Александр Павлов
- Художники: Игорь Макаров, Елена Никифорова
- Композиторы: Андрей Петров, Ольга Петрова
- Текст песен: Юрий Ряшенцев
- Песни исполняют: Сергей Минаев, Саша Интролигатор, Антон Бизеев
- Звукорежиссёр: Александр Романов
- Монтаж: В. Кириллова
- Костюмы: Наталья Александрова
- Художники по гриму: Т. Кунич, В. Кузина
- Использована музыка: П. Чайковского («Щелкунчик»), Ш. Гуно, песни Э. Пиаф
- Государственный симфонический оркестр кинематографии
  - Дирижёр: Сергей Скрипка
- Директор картины: Лидия Демещенко